# Kamov Ka-52

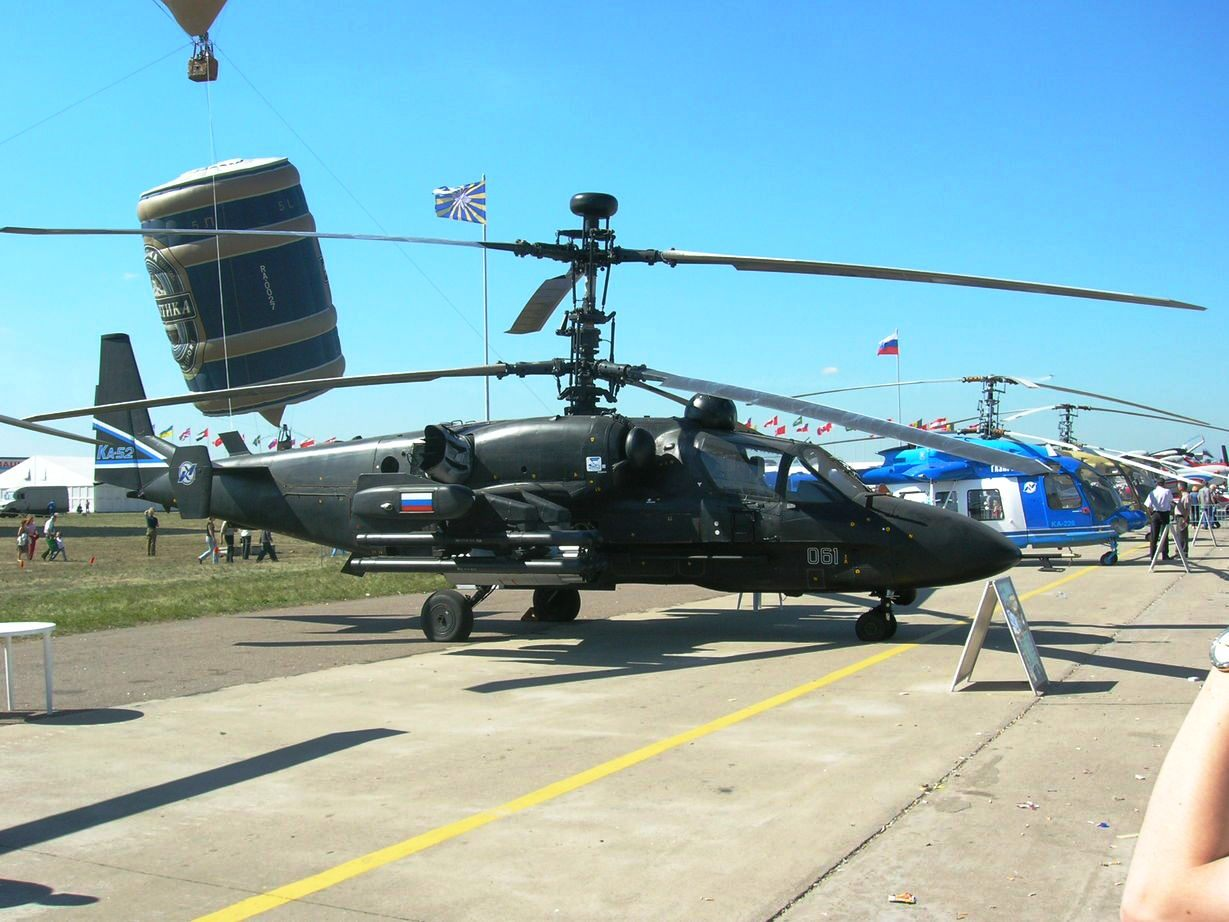
Ka-52 a l'exhibició MAKS (Moscou, 2005).

El Kamov Ka-52 Alligator (en rus: Ка-52, denominació OTAN: Hokum-B) és un helicòpter d'atac biplaça de fabricació russa que compta amb el distintiu sistema de rotor coaxial del departament de disseny de Kamov. Es tracta d'un desenvolupament del monoplaça Kamov Ka-50 al qual se li va ampliar la secció davantera per a acollir al copilot. A diferència de la majoria dels helicòpters d'atac, els tripulants del Ka-52 no van asseguts en tàndem sinó que van un al costat de l'altre, i disposa de seients projectables. Va realitzar el seu primer vol el 25 de juny de 1997 i va entrar en producció en sèrie el 29 d'octubre de 2008.
La poca informació disponible sobre el Ka-52, assegura que té rotors coaxials o contrarrotatoris que són capaços de suportar trets d'armes d'un calibre de fins a 20mm i, a més a més, el Ka-52 té a bord un sistema de projecció que permet una escapada ràpida i segura dels seus 2 tripulants.
Entre les capacitats militars del Ka-52 destaquen la destrucció de vehicles blindats, fortificacions i tropes enemigues, la lluita contra objectius aeris en vol a baixa velocitat, i missions de SAS de reconeixement i recolzament de tropes terrestres. A la Guerra civil siriana va esdevenir una eina fonamental per lluitar contra tropes gihadistes d'Estat Islàmic.

## Operadors
- La Força Aèria Russa opera 20 Ka-52[1] l'any 2012.[5]